# James Tabor
James D. Tabor (nascido em 1946, Texas) é um professor do Departamento de Estudos Religiosos da Universidade da Carolina do Norte, em Charlotte, onde leciona desde 1989. Possui doutorado em Estudos Bíblicos, conferido pela Universidade de Chicago, e é especialista nos Manuscritos do Mar Morto. 

## Obras publicadas
- The Jesus Dynasty: A New Historical Investigation of Jesus, His Royal Family, and the Birth of Christianity, Simon & Schuster, 2006. ISBN 0743287231
- Invitation to the Old Testament (with Celia Brewer Sinclair), 2005, ISBN 0687495903
- Why Waco?: Cults and the Battle for Religious Freedom in America (with Eugene V. Gallagher), 1995, ISBN 0520208994
- A Noble Death: Suicide and Martyrdom Among Christians and Jews in Antiquity (with Arthur J Droge), 1992, ISBN 0060620951
- Things Unutterable: Paul's Ascent to Paradise in Its Graeco-Roman, Judaic and Early Christian Contexts, 1986, ISBN 0819156434 & ISBN 0819156442.